# Сторожниця
Сторόжниця — село в Ужгородському районі Закарпатської області на річці Уж. Колишні назви — с. Йовра, угор. Őrdarma, слов. Storožnica. 
В письмових джерелах село відоме під назвою «Ewr», «Hewr», «Jowra». Перша письмова згадка про Сторожницю датується 1288 роком. На початку це було поселення королівських стражників, які охороняли дороги Руської Крайни, що вели до Ужгорода. В XIV ст. засічні (розмежувальні, прикордонні) лінії були зруйновані і охоронці засік (кордонів) перетворилися в землевласників, вільних землеробів або кріпаків.
Наприкінці XIII ст. Сторожниця стає власністю шляхти, яка до свого прізвища додає прикладку «de Hewr», «de Ога», «devr».

## Історія
Перша письмова згадка про Сторожницю датується 1288 роком. 
Є декілька версій щодо походження назви села. Найпоширеніша з них автором якої є відомий історик Петро Сова . За його дослідженням, поселення Йовра (стара назва Сторожниці), що відігравало важливу стратегічну роль ще в до татарські часи, взяло свою назву від понять «сторож», «сторожовий пункт» (угорською мовою). Визначено прикордонну смугу, що проходила через спеціальні сторожеві засіки (застави): Пусте Поле — Фінцици — Стражське — Ясенів — Тибава — Вишнє Німецьке — Йовра — Дравці — Середнє — Верецьки — Густі. Таким чином у Йоврі спочатку проживали поселенці, які охороняли спеціально відведену частину кордону поблизу Ужгородського замку. Спочатку землі вважалися державною власністю. А в кінці ХІІІ століття землі довкола Ужгорода дістаються знатним землевласникам. Щодо села Йовра, то на початку наступного, XIV століття, ця територія згадується як церковне володіння. Пізніше воно належало заможній родині Дахо, члени якої, можливо, за назвою поселення підписувалися прізвищем Йовр (Еог).
Південно-західна частина села, що й по сьогодні зветься Дерма (інший варіант Дарма), вперше згадується як окремо існуюче поселення, котре належало вже згаданій династії Йовр. У 1427 році ця територія переходить у власність інших знатних людей на прізвище Ирдик. А у 1440 році шляхом королівського дарунку Дерма потрапляє у володіння сім'ї Паладі. Завдяки тій же ласці у 1482 році ці землі отримала родина Тібаї.
Потрібно відзначити, що Йовра і Дерма, які сьогодні складають Сторожницю, аж до кінця XIX століття існували окремо одне від одного.
Щодо тієї частини поселення, що називалася Йовра, то вже у 1473 році вона належить багатому землевласнику із роду Конц, який мав кілька таких самих сіл неподалік Ужгорода.
В 1684 році тодішній володар Ужгорода граф Сигізмунд Другет вирішив змінити русло річки Уж спрямувати його у напрямку села Йовра. Про це свідчить звіт комітатського інженера Планцкнера. З того часу річка протікає вздовж села і сьогодні. Масове заселення села розпочалося у 1732 році. У 1802 році на запрошення ужгородського префекта тут з'явилися перші словацькі поселенці. Упродовж 1882—1886 років тут будується школа.
У 1894 році Йовра і Дерма, які століттями існували одне біля одного, були офіційно об'єднані в село Йовродерма. У перші роки радянської влади Указом Президії Верховної Ради Української РСР від 25 червня 1946 року село Йовра було перейменовано у Сторожницю.
Історію села опубліковано в книжці: Маріан Токар. «Сторожниця. Сторінки історії суспільного та духовного життя». — Ужгород: Видавництво «Карпати», 1999. — 126 с.

## Політика

### Парламентські вибори, 2019
На позачергових парламентських виборах 2019 року у селі функціонували 2 окремі виборчі дільниці № 210593 і 210810, розташовані у приміщенні сільської ради і будинку культури, відповідно.
Результати
- зареєстровано 2522 виборці, явка 52,46%, найбільше голосів віддано за «Слугу народу» — 47,94%, за Всеукраїнське об'єднання «Батьківщина» — 13,07%, за «Силу і честь» — 7,03%.[1] В одномандатному окрузі найбільше голосів отримав Андрій Андріїв (самовисування) — 23,35%, за Олександра Пекаря (Слуга народу) — 20,92%, за Роберта Горват (самовисування) — 17,01%[2].

## Сьогодення
Цікавими є дані про зростання кількості населення у Сторожниці за останні тридцять років. Своєрідність цього процесу полягає в тому, що поряд з природним приростом населення його збільшення зумовлене переселенням сюди багатьох сімей з інших регіонів нашого Закарпаття, зокрема з сіл Люта, Смерекова, Туря-Ремета, Туря-Пасіка, Чорноголова, Буківцьово та інших. Зараз у селі проживає понад дві тисячі чоловік.. Загальна територія села Сторожниця 1244 гектари. З 30 травня 1995 року у селі діє сільська Рада. Тут працюють загальноосвітня школа, дитячий садок, Будинок культури, бібліотека, пошта, медичний пункт.
В селі діє Римо-католицька цервка народженню Пресвятої Діви Марії, Свято-Миколаївська греко-католицька церква, греко-католицька церква св. Кирила і Мефодія та православна.
Церква св. Кирила і Мефодія. 1930.
У 1690 р. в селі збудували дерев’яну церкву, а попередня могла походити з 1562 р.
У 1751 р. згадується дерев’яна церква св. Миколи в доброму стані, з двома дзвонами, прикрашена всіма образами. Філії були в селах Боздош, Дарма, Тарновці і Ботфалва.
Наступна мурована базилічна церква св. Миколи з бароковою вежею стояла на цвинтарі, недалеко від римо-католицького костелу. Шематизм 1883 р. датує цю церкву 1822 р. У 1868 р. церкву ремонтували, в 1877 р. покрили вежу бляхою. У 1882 р. за священика Олександра Кимака відбулася велика перебудова із підвищенням стін на 2 м (у греко-католицькому календарі 1911 р. сказано, що в 1886 р. стіни були вимуровані на висоту 1,2 м). Оновлену церкву розмалював галицький маляр Микола Головчак у 1899 р. за священика Августина Ясенчака. На вежі встановили два малі дзвони і один великий, куплений за допомогою каноника Миколи Долиная в 1900 р. У першій третині XX ст. населення села значно зросло і церква вже не вміщала вірників, та й на стінах з’явилися тріщини, можливо, через перебудову. Старий храм закрили 20 жовтня 1928 р. і згодом розібрали.
Теперішню муровану церкву – чудову пам’ятку еклектизму збудували завдяки зусиллям священика Івана Фленька, що служив у селі з 1901 р. по 1938 р. Багато потрудилися також куратори Микола Колбаса, Стефан Кукуч, Іван Надь та Юрій Рейпашій. Іван Надь купив земельну ділянку від єврейської родини Гутманів і відразу продав її для церкви. На будівництво потрібно було 250 тисяч чехословацьких корон, а в церковній касі було 50 тисяч. Позику в 200 тисяч надав банк, уклавши угоду з селом, яке мало сплачувати борг за спеціальними банківськими книжками, в яких кожен вірник мав окрему сторінку з сумою боргу. Жертовністю відзначилися Йосип Кекляр, Олена Слов’ян. Казательницю подарував тесть о. І. Фленька священик Штефуровський, Степан Кушнір привіз з Америки процесійний хрест.
Церкву спланував професійний архітектор, надавши їй певних рис романського та візантійського стилів, а також давньоруської архітектури і чеського конструктивізму. Іван Владика (1908 р. н.) вважає, що проект виконав чеський архітектор, запрошений зятями о. І. Фленька – чеськими урядниками, але відомо, що до спорудження храму був причетний і ужгородський архітектор Бейла К. Фодор, який у 1925 р. закінчив будівництво євангелістського храму в Ужгороді.
У пам’яті людей збереглося прізвище головного будівничого – німця Шталмака, але документ з усіма записами стосовно спорудження храму загублено.
Церкву збудували з 1928 р. до 1929 р. Хрест на вежі було встановлено 19 січня 1930 р. 19 липня того ж року споруду було закінчено і наступного дня посвячено. Очевидно, через нестачу коштів збудували лише північну вежу.
У 1936 р. громада купила чотири дзвони виробництва ужгородської фірми “Акорд” з нагоди 35-річчя душпастирства І. Фленька. Село довго не могло розрахуватися за дзвони, але Друга світова війна списала всі борги, а відступаючи, угорці реквізували два дзвони. У храмі зберігаються чудові вівтарні образи пензля Йосипа Бокшая. Іконостас виготовив І. Павлишинець. Деякі речі було перевезено із закритої в радянський період ужгородської Цегольнянської церкви. Завдяки кураторові Андрієві Руднянському церква діяла і за часів СРСР.
Церкву повернули греко-католицькій громаді 1 грудня 1990 р. Упродовж 1991 р. зусиллями священика В. Вайдулича, активістів М. Колбаси, І. Владики та інших зроблено ремонт. Південну вежу збудували місцеві будівельники на чолі зі Степаном Брезою.
Реконструйовану церкву освятив єпископ І. Семедій 18 жовтня 1992 р. Потім священиком став о. Юрій Штець.

## Населення
За переписом населення 2001 року в селі мешкало 2 618 осіб.

### Мова
Розподіл населення за рідною мовою за даними перепису 2001 року:
| Мова       | Відсоток |
| ---------- | -------- |
| українська | 70,53 %  |
| словацька  | 18,76 %  |
| угорська   | 7,55 %   |
| російська  | 3,01 %   |
| єврейська  | 0,04 %   |

## Цікаві факти
Відомі люди:
- Родом з цього села була бабуся всесвітньо відомого американського фокусника та ілюзіоніста Гаррі Гудіні.
- Віктор Дармай (сімейне прізвище: Viczmándy Győző) (Сторожниця, 2 грудня 1850 - Козма, 28 березня 1878) - поет, письменник, журналіст і редактор газет.
- Сторожниця згадується у книзі https://en.wikipedia.org/wiki/The_WEIRDest_People_in_the_World як зразок типового західного менталітету